# Circondario di Adria
Il circondario di Adria era uno dei circondari in cui era suddivisa la provincia di Rovigo, esistito dal 1912 al 1926.

## Storia
Il circondario di Adria venne creato nel 1912, succedendo all'omonimo distretto.
Il circondario di Adria venne soppresso nel 1926 e il territorio assegnato al circondario di Rovigo.

## Suddivisione
Il circondario comprendeva era suddiviso nei seguenti distretti:
1. Distretto di Adria
  - Adria, Bottrighe, Fasana di Polesine, Papozze, Pettorazza Grimani, Loreo, Contarina, Donada, Rosolina
2. Distretto di Ariano Polesine
  - Ariano Polesine, Corbola, Porto Tolle, Taglio di Po